# Skomer
L'illa de Skomer té una superfície de 2,92 km² i està situada en el comtat gal·lès de Sir Benfro. Forma part d'un petit arxipèlag davant de l'extrem de la península de Marloes, i constitueix l'extrem sud de la badia de Sant Ffraid. Va estar habitada permanentment fins al 1958, i té anomenada pels vestigis prehistòrics (un cercle de pedres, un menhir i restes d'habitacions prehistòriques) i per una esponerosa fauna salvatge. Skomer és una reserva natural dedicada especialment a les aus, i té els tractaments legals de "National Nature Reserve", "Site of Special Scientific Interest" i "Special Protection Area"; la zona marítima que l'envolta també ha estat designada "Marine Nature Reserve". És gestionada per un patronat, el Wildlife Trust of South and West Wales. El nom de l'illa sembla que és de procedència escandinava i vinculat probablement a les incursions vikingues  Arxivat 2008-02-28 a Wayback Machine..

## Fauna
Skomer té anomenada per la gran colònia d'aus marines que acull: baldrigues de Manx (Puffinus puffinus, amb més de 100.000 parelles, l'illa n'acull un terç de la població mundial), somorgollaires 

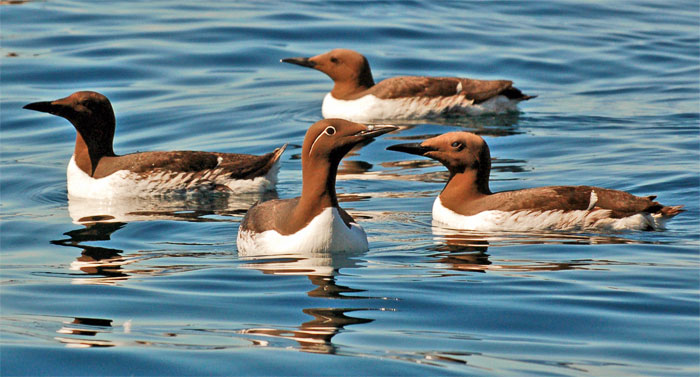
Somorgollaires

 (Uria aalge albionis), gavots (o cauet, Alca torda, uns 3.000 individus), corbs marins grossos (Phalacrocorax carbo), gavinetes (Rissa tridactyla), Frarets (Fratercula arctica), ocells de tempesta (Hydrobates pelagicus), corbs marins emplomallats (Phalacrocorax aristotelis), garses de mar (Haematopus ostralegus), i gavines, així com Rapinyaires: mussols emigrants (Asio flammeus), xoriguers grossos i falcons pelegrins (en una pàgina web s'hi indiquen, a més, o en comptes dels esmentats: singlots cantaires (Numenius phaeopus), centenars de parelles de fulmars (Fulmarus), gavinots foscos (Larus fuscus), argentats (Larus argentatus) i marins (Larus marinus) i oques del Canadà (Branta canadensis)  Arxivat 2008-08-27 a Wayback Machine.). Altres espècies presents a l'illa són les foques grises (Halichoerus grypus), els gripaus comuns, vidriols i cuques de llum. Es poden veure marsopes (Phocoena phocoena) en les aigües que envolten l'illa.

### Fraret
Entre les illes de Skomer i de Skokholm s'apleguen unes 10.000 parelles reproductores de frarets, fent-ne una de les colònies més importants d'aquesta au en la Gran Bretanya. Arriben a mitjans d'abril, per niar en forats del terra, molts d'ells excavats prèviament per alguns dels molts conills que hi viuen. Els darrers frarets emigraran entre la segona i la tercera setmanes de juliol. S'alimenten especialment de peixets i d'ammodítids (Ammodytidae); sovint hom pot veure'n frarets amb una dotzena al bec. Després d'un període de reducció de poblacions entre els anys 50 i els 70, la colònia torna a créixer a un ritme d'1-2% a l'any (dades del 2006). Estan tan acostumats a la presència de turistes que no en fan gens de cabal en les seves anades i vingudes per l'illa.

### Baldriga de Manx
Amb una estimació de 128.000 parelles reproductores (a febrer del 2007), Skomer i la seva illa germana Skokholm acullen més de la meitat de la població mundial de l'espècie. Normalment, paren el niu en caus de conills, una parella al mateix cau cada any.
Aquests ocells no són fàcilment observables, ja que només surten a l'alba i al vespre, però un circuit tancat de televisió permet veure'n l'interior d'un niu des del "Lockley Lodge" a Martin's Haven. Restes de baldrigues occides pels gavinots marins de l'illa es poden veure també.
La Baldriga de Manx té una vida curiosa. Els ocells nounats emigren a la costa brasilera de l'oceà Atlàntic, i en tornen al cap de cinc anys per a niuar a la seva illa natal posant-se a pocs metres del punt de partença original. Preses fàcils en terra, les baldrigues abandonen a l'alba els seus caus per anar a pescar a una cinquantena de quilòmetres mar endintre, i no en tornen fins al vespre. D'aquesta forma intenten evitar les gavines, de qui en són presa fàcil.

### Mamífers
Skomer té un mamífer únic, Myodes glareolus skomerensis, una subespècie del talpó roig. La manca de depredadors terrestres fa del falguerar de l'illa un recer ideal pel talpó, amb una població de vora 20.000 exemplars a l'estiu. A la tardor, els mussols comencen a voltar les àrees veïnes a la granja en el centre de l'illa en cerca de talpons per a alimentar les seves cries.

## Accés

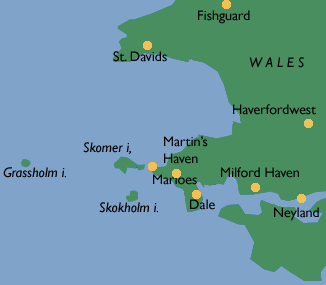
Mapa de la zona

Entre els mesos d'abril a octubre, un servei de bots uneix l'illa amb Martin's Haven a la terra ferma, en un viatge d'entre quinze a vint minuts. Es presta tots els dies de la setmana llevat dels dilluns no festius, i els viatges d'anada són a les 10, les 11 i les 12 del migdia; els de tornada són entre 3 i 4 de la tarda, però cal confirmar-ho amb el barquer. El nombre de persones que poden visitar l'illa està restringit a 250 diàries, i a primera hora les cues poden ser llargues. Durant 2005-06 hi hagué un projecte de renovació dels edificis de la granja, que inclogué adaptar el graner per a estades nocturnes i reconstruir les instal·lacions per als voluntaris i la casa del guarda a North Haven. Les plaques solars afegides proporcionen aigua calenta i una certa quantitat d'electricitat per a il·luminació. En l'actualitat, s'ofereix allotjament -però sense servei- per a visitants en els mesos compresos entre abril i octubre.